# Linha Sul do Metrô de Fortaleza
A Linha Sul (Central-Chico da Silva ↔ Carlito Benevides) é uma das linhas do Metrô de Fortaleza, sendo a maior linha metroviária em operação no Ceará, em extensão, quantidade de estações e de passageiros transportados. É administrada pela Companhia Cearense de Transportes Metropolitanos (Metrofor).
Seu primeiro trecho, entre as estações Carlito Benevides e Parangaba, foi inaugurado em 15 de julho de 2012.
Por dia útil, cerca de 34 mil pessoas utilizam este sistema, com suas 20 estações em operação e seus 24,1 quilômetros de extensão, interligando a capital cearense, Fortaleza, e as cidades de Maracanaú e Pacatuba, contemplando, assim, parte significativa da Região Metropolitana de Fortaleza (RMF).
A Linha Sul atualmente funciona de segunda-feira a sábado, de 5h30 às 23h, e o tempo de espera pelo trens nas estações é de 17 minutos. A viagem entre as duas estações terminais leva cerca de 35 minutos.

## Histórico

### Antecedentes
A primeira concessão para a construção de estradas de ferro no Ceará deu-se com um decreto de 1857, em um empreendimento que deveria construir e explorar uma via férrea a qual, partindo de Camocim, seguiria para o Ipu, passando por Sobral. Esse primeiro projeto foi arquivado.
Em 1868, foi apresentado um novo projeto para uma linha ferroviária ligando Fortaleza à vila de Pacatuba, com um ramal para a cidade de Maranguape. Mais uma vez não saiu do papel. Só dois anos depois, nasceria o projeto da primeira via férrea construída no Ceará, a Estrada de Ferro de Baturité.
Em 13 de março de 1873, chegavam a Fortaleza as primeiras locomotivas, desembarcadas no trapiche do Poço das Dragas (antigo porto de Fortaleza). O prédio da estação central ainda estava em obras quando recebeu as máquinas a vapor que, sendo arrastadas por tração animal com a afixação de trilhos portáteis, foram transformadas num show de apresentação, ao desfilarem pela Rua da Ponte (Av. Alberto Nepomuceno) e Travessa das Flores (R. Castro e Silva) até a Praça da Estação.
Um novo “espetáculo” aconteceu cinco meses depois, quando a locomotiva “A Fortaleza” rodou cinco vezes, desta vez com os próprios motores, da Estação Central até a parada “Chico Manoel”, no Cruzamento das Trincheiras, atual Liberato Barroso.
O primeiro trecho da ferrovia, ligando o Centro de Fortaleza ao Distrito de Arronches (Parangaba), ficou pronto em setembro de 1873, quando, com restrições, uma locomotiva e alguns vagões chegaram, pela primeira vez, a Parangaba. Em seguida, foram inauguradas as estações de Mondubim, Maranguape e Maracanaú, em 1875, e Monguba e Pacatuba, em 1876. 
O governo imperial encampou a ferrovia em 1878 e estabeleceu algumas mudanças no projeto original, além de ordenar a construção de uma nova estrada ligando o porto de Camocim até Sobral e o início dos estudos para a construção da nova estação central, que seria inaugurada em 1880. O trem chegou a Baturité dois anos depois, em 1882, ainda sob o reinado de Dom Pedro II. Na mesma época iniciava a construção da Estrada de Ferro de Sobral. 
Em 1919, as obras de expansão das duas ferrovias cearenses viraria frente de trabalho para os flagelados da grande seca que se abateu sobre a região. As duas estradas de ferro, desde de 1915 unificadas na Rede de Viação Cearense (RVC) passaram a ser subordinadas á Inspetoria Federal de Obras contra a Seca (Ifocs). Em 1920, 12.850 operários estavam envolvidos na construção da ferrovia, inclusive velhos e crianças que pouco podiam ajudar no trabalho. Quando as primeiras maquinas a diesel começaram a operar no Ceará, em 1949, a RVC tinha um total de 86 locomotivas a vapor, todas operacionais. Em 1957 a Rede de Viação Cearense passou a ser um das subordinadas da Rede Ferroviária Federal (RRFSA) e em 1975 foi absorvida.

### Primórdios (1986–1999)
Em 1986 o governo brasileiro contratou a Agência de Cooperação Internacional do Japão (JICA) para elaborar um projeto para a eletrificação e modernização das Linhas Tronco Norte e Sul do Trem Urbano de Fortaleza, administrado pela Rede Ferroviária Federal (RFFSA).
| Projeto de Eletrificação do Trem Metropolitano de Fortaleza (1987)            | Projeto de Eletrificação do Trem Metropolitano de Fortaleza (1987) | Projeto de Eletrificação do Trem Metropolitano de Fortaleza (1987) | Projeto de Eletrificação do Trem Metropolitano de Fortaleza (1987) | Projeto de Eletrificação do Trem Metropolitano de Fortaleza (1987) | Projeto de Eletrificação do Trem Metropolitano de Fortaleza (1987) | Projeto de Eletrificação do Trem Metropolitano de Fortaleza (1987) |
| ----------------------------------------------------------------------------- | ------------------------------------------------------------------ | ------------------------------------------------------------------ | ------------------------------------------------------------------ | ------------------------------------------------------------------ | ------------------------------------------------------------------ | ------------------------------------------------------------------ |
| Linha                                                                         | Tronco Sul (João Felipe - Maracanaú)                               |                                                                    |                                                                    |                                                                    |                                                                    |                                                                    |
| Extensão (km)                                                                 | 22,6                                                               |                                                                    |                                                                    |                                                                    |                                                                    |                                                                    |
| Estações                                                                      | 14                                                                 |                                                                    |                                                                    |                                                                    |                                                                    |                                                                    |
| Passageiros por dia                                                           | 281600                                                             |                                                                    |                                                                    |                                                                    |                                                                    |                                                                    |
| Fonte: Estudo de Modernização do Trem Metropolitano de Fortaleza 1987 (JICA). |                                                                    |                                                                    |                                                                    |                                                                    |                                                                    |                                                                    |

Em 25 de setembro de 1987, foi iniciada a construção do consórcio do Trem Metropolitano de Fortaleza, por meio de assinatura do Contrato de Constituição do Consórcio entre a RFFSA, a Companhia Brasileira de Trens Urbanos (CBTU) e o Governo do Estado do Ceará com interveniência da União através do Ministério dos Transportes. Em abril de 1988 o governo do Estado lançou oficialmente o Metrofor, na época o custo inicial previsto era de 290 milhões de dólares, para a reformulação das Linhas Norte (Atual Linha Oeste), e Sul. A construção do projeto dependia da liberação de US$ 180 milhões dos bancos Japan Export-Import Bank, Banque de Paris et des Pays-Bas S.A. (Paribas) e do acordo do Brasil com o Fundo Monetário Internacional (FMI).
Apesar do interesse japonês em financiar o projeto, tendo convidado os presidentes da RFFSA e da Metrofor ao Japão para conhecer possíveis fornecedores para a modernização, o projeto permaneceu em discussão entre o governo brasileiro e o banco de fomento japonês  Japan Export-Import Bank durante o início dos anos 1990. O projeto orçado em US$ 180 milhões em 1988, passou para US$ 300 milhões em 1994.  No início de fevereiro de 1994 a  Japan Export-Import Bank  deu aval para o empréstimo de US$ 223 milhões para a implantação do Metrô de Fortaleza.
Em 1 de abril de 1993 o contrato do consórcio formado entre o Governo e o Ministério dos transportes teve se prazo prorrogado por um ano. O segundo, assinado em 29 de março de 1994, também foi prorrogado por mais um ano. Já o terceiro, em 04 de abril de 1995, prorrogou-se por dois anos, com término previsto para 4 de abril de 1997. 
Em 3 de abril de 1997 foi lavrada a Ata de Encerramento do Consórcio, tendo sido nomeada comissão, com prazo de sessenta dias, para apresentação do relatório de liquidação. Com a extinção do consórcio, surgiram ideias para concepção de uma companhia de metrôs em Fortaleza. 
Em 2 de maio de 1997, a Companhia Cearense de Transportes Metropolitanos, conhecida como Metrofor, foi criada com o objetivo de assumir e modernizar a operação do transporte dos trens metropolitanos de Fortaleza, até então realizada pela CBTU. O consórcio do Trem Metropolitano de Fortaleza foi extinto em 30 de maio de 1997.

### Construção (1998–2012)
Em outubro de 1998 foi anunciada a vitória do consórcio responsável pela construção da Linha Sul do Metrô de Fortaleza, formado pelas empresas Queiróz Galvão, Camargo Corrêa, ABB Daimler Transportation, CMW Equipamentos, GEC Alsthom Transport e Siemens. O valor do contrato era de R$ 333.318.897,89.  Em 1999, iniciou-se a construção da linha Sul, como primeira fase do projeto das novas linhas de metrô da cidade. Seu primeiro trecho subterrâneo começou a ser construído em agosto do mesmo ano. Em 2000 foi erguida a estação São Benedito, a primeira subterrânea na cidade. Em 1 de julho de 2002, a Metrofor assumiu a operação do trem urbano, antes sob controle da CBTU. Em outubro do mesmo ano, houve paralisação das obras. Em março de 2004, houve retomada das obras, após liberação de R$ 10,9 milhões de verbas do governo federal. Em 2005, houve outra redução no ritmo das obras. O governo federal, então, liberou R$ 22 milhões de R$ 61,5 milhões previstos.    

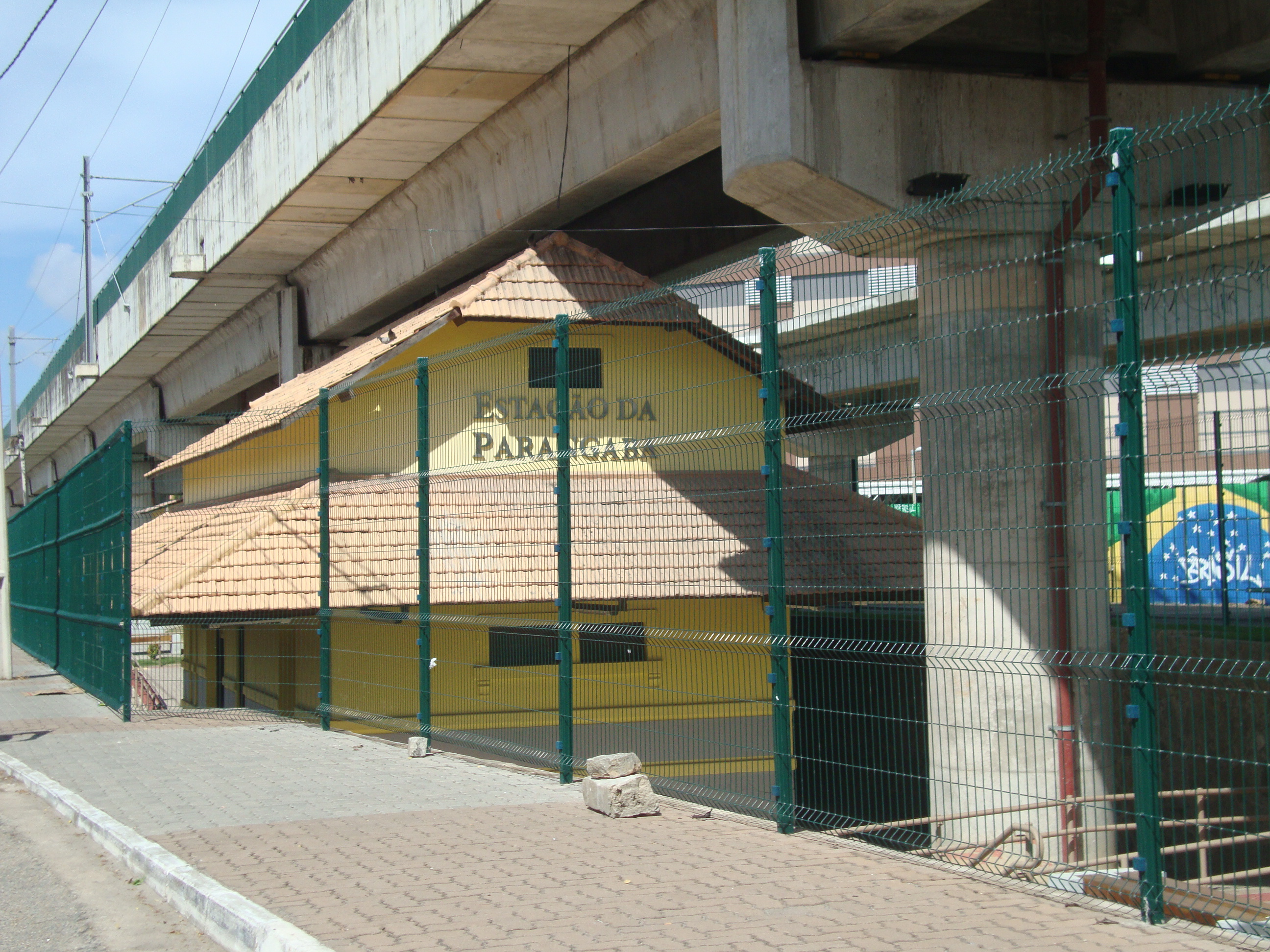
Antiga estação Parangaba localizada abaixo do elevado da linha Sul do metrô. A histórica estrutura precisou ser rebaixada para garantir sua preservação.

Em 2008, a antiga estrutura da estação Parangaba, com mais de 100 anos de história, estava no caminho traçado da linha Sul e precisaria ser removida para dar espaço ao metrô. Na época, o então governador Cid Gomes tinha as seguintes opções: fazer uma réplica da estação e transferir para outro bairro, o que custaria R$ 214 mil; transladar o prédio para a praça central da Parangaba, com um custo de R$ 5,27 milhões; ou construir um memorial no mesmo local, respeitando a estrutura da estação.
A solução foi acordada entre Cid Gomes e a prefeita de Fortaleza na época, Luizianne Lins, rebaixar a estação em 3,5 metros e elevar a linha do metrô, preservando o equipamento histórico e evitando sua demolição. A obra durou cinco meses, com foco na manutenção da estrutura do prédio e de seus traços específicos. O valor do investimento foi de R$ 1.063.324,47. A participação dos moradores do bairro no debate sobre o assunto foi importante para que os executivos catassem essa decisão.
Com o rebaixamento da antiga estação, finalizado em julho de 2009, a construção do elevado do metrô teve seu prosseguimento garantido.
No dia 11 de maio de 2009, o trecho entre as antigas estações Parangaba e João Felipe, então pertencentes a linha Sul do extinto sistema de trens urbanos de Fortaleza, foi definitivamente encerrado para o avanço das obras do metrô. A estrutura da antiga estação Couto Fernandes foi demolida para dar lugar a nova estrutura, inaugurada em 2012 junto com o segundo trecho da nova linha Sul do metrô. Já a antiga estação Otávio Bonfim ficou de fora do novo traçado da linha Sul, sendo demolida em 2015 para a construção da Avenida José Jatahy, que substituiu parte do traçado do trecho desativado da antiga ferrovia. A histórica estação João Felipe permaneceu em operação, como estação terminal da então linha Norte (atual linha Oeste), até 13 de janeiro de 2014, quando foi definitivamente desativada para o avanço das obras da linha Leste do metrô. A edificação centenária que abrigou a antiga estação João Felipe abriga atualmente o Complexo Cultural Estação das Artes Belchior.
Em 2010 se resolveu mais um problema que emperrava as obras do metrô. O problema em questão era que no lugar onde se pretendia construir a estação Lagoinha (Atual José de Alencar) havia um centro popular de compras mantido pela Prefeitura de Fortaleza, conhecido popularmente como Beco da Poeira. Fundado em 1991, na gestão do ex-prefeito Juraci Magalhães, o Centro Comercial de Pequenos Negócios, então constituído de um galpão formado por 22 estreitos becos e mais de 2.500 boxes, fora antes um projeto do programa de revitalização do bairro centro, iniciado por Maria Luiza Fontenele, prefeita anterior, em 1987, quando o espaço, de fato, conhecido por beco da poeira foi destruído, drenado e aplainado para que pudesse receber feirantes, vendedores de carnes, peixes, frutas e verduras, remanescentes da praça José de Alencar.

A construção de um novo espaço para abrigar o centro de compras e a transferência dos permissionários gerou um grande impasse que envolveu a prefeitura e o governo do Estado do Ceará. Em 10 de abril de 2010, o antigo Beco da Poeira foi demolido e os permissionários transferidos para um novo prédio próximo ao antigo, com melhor estrutura, na Avenida do Imperador, durante a gestão da então prefeita Luizianne Lins, onde se localiza até hoje. Com o problema solucionado, as obras da estação José de Alencar foram iniciadas.

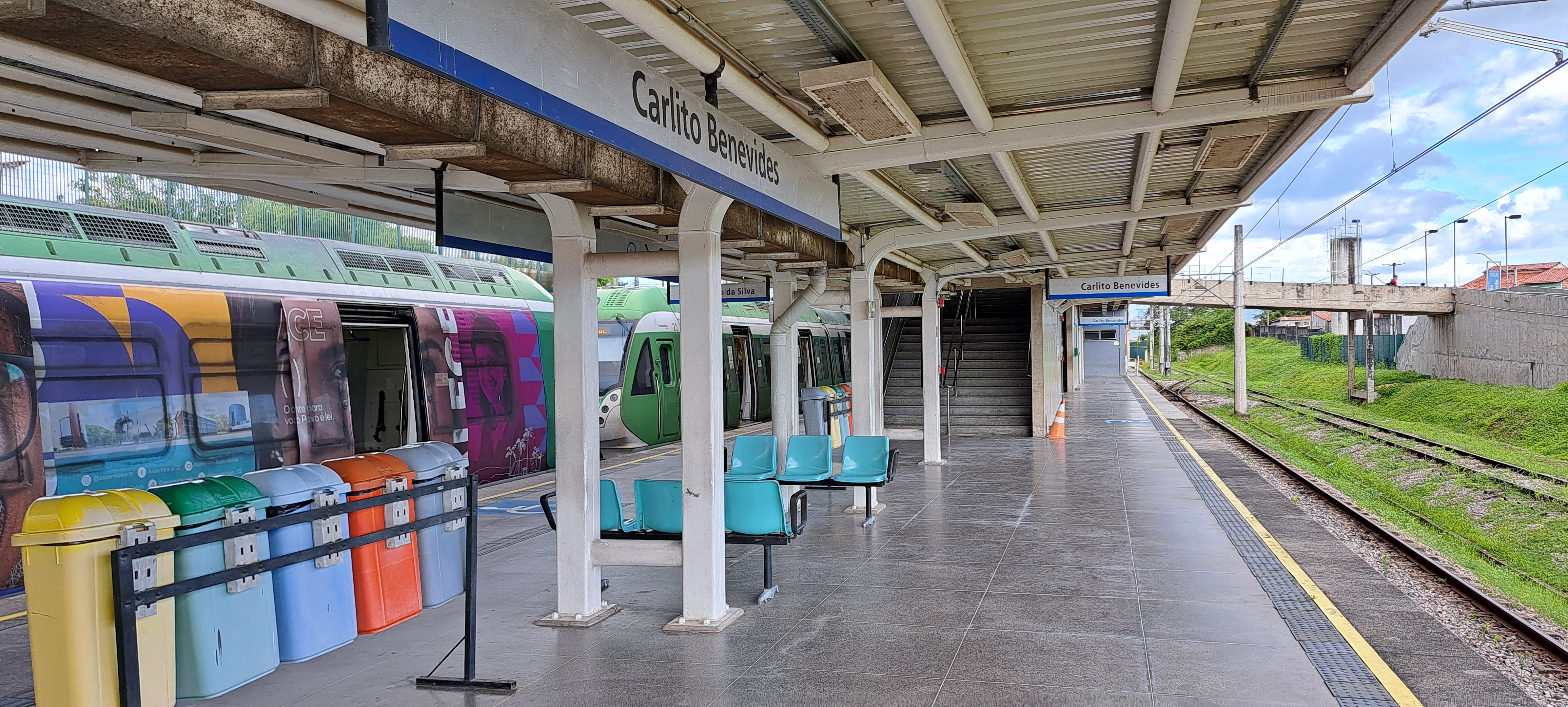
Plataforma da estação Carlito Benevides, estação de superfície localizada no município de Pacatuba, na Região Metropolitana de Fortaleza (RMF).

No inicio de 2011 as primeiras estações foram finalizadas. Com a conclusão da linha, os primeiros testes com Trens Urbanos Elétricos foram iniciados em junho. Em abril de 2012, as obras civis da Linha Sul foram concluídas em definitivo.    
No dia 16 de maio de 2012 foi realizado o primeiro teste de gabarito no túnel da linha Sul do metrô. Durante o teste, técnicos da Secretaria da Infraestrutura (Seinfra) e da Companhia Cearense de Transportes Metropolitanos realizaram o percurso, entre a estação elevada da Parangaba e a estação subterrânea de São Benedito, vistoriando o trecho. O trem utilizado na vistoria foi um Veículo Leve Sobre Trilhos (VLT), que possui dimensões muito semelhantes às dos veículos Trens Unidades Elétrica (TUEs), que são movidos a energia elétrica e que atualmente operam na linha Sul. O teste teve como objetivo verificar o percurso do trem nos túneis e estações, fazendo parte dos preparativos para a inauguração da nova linha, que teria seu primeiro trecho entregue no mês seguinte.

### Inauguração e consolidação (2012–Atualmente)

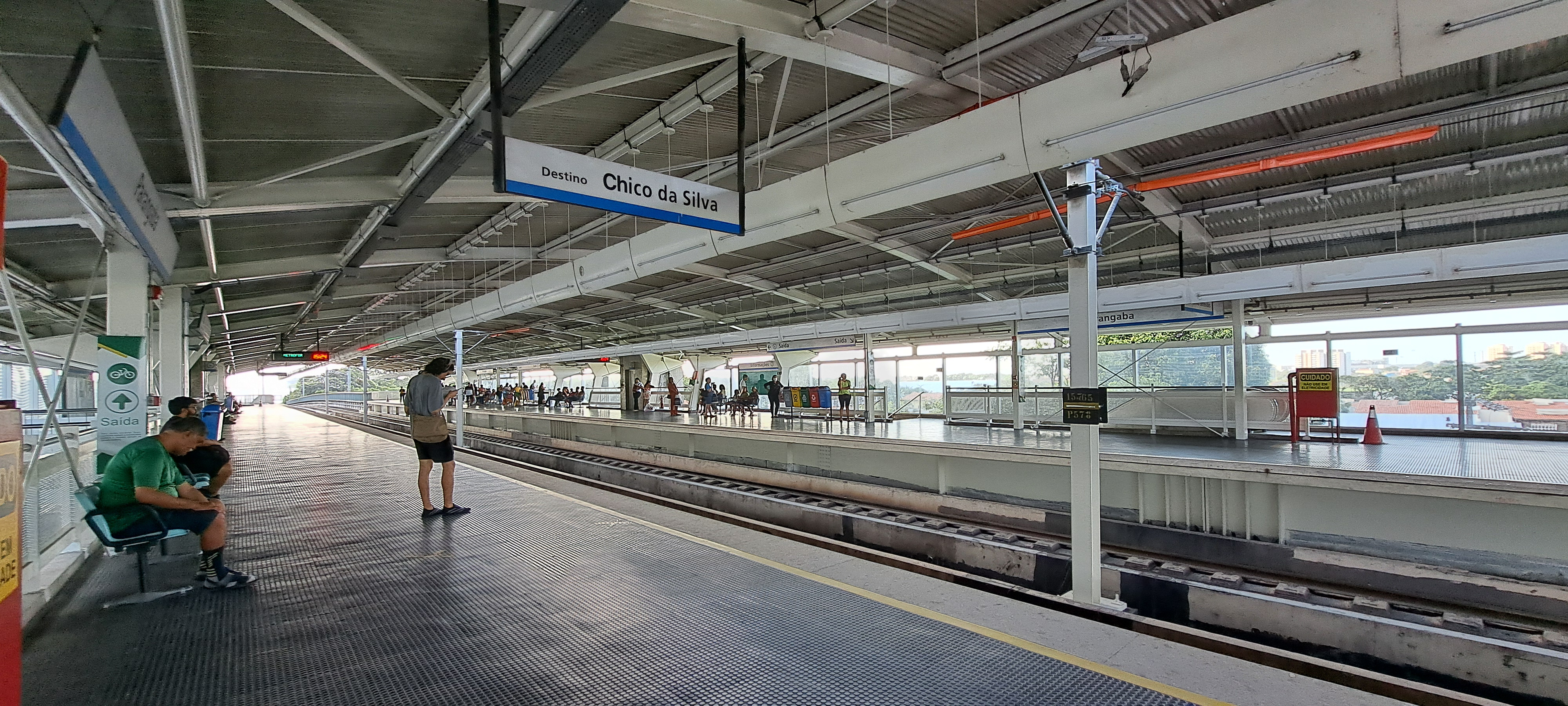
Plataformas da estação Parangaba destinada a linha Sul. Estação elevada, localizada em Fortaleza, também atende a Linha Nordeste do VLT.

Aproximadamente treze anos após ser dada a ordem de serviço para o início das obras, a linha Sul finalmente realizou sua viagem inaugural em 15 de junho de 2012. O trem percorreu, pela primeira vez com passageiros, 15 quilômetros, saindo da estação Carlito Benevides, no município de Pacatuba, até a estação Parangaba, em Fortaleza, realizando o percurso em 15 minutos.
A solenidade da viagem inaugural, que contou com a presença de diversas autoridades, correspondeu a entrega do primeiro trecho (Carlito Benevides ↔ Parangaba) da primeira linha de metrô da capital cearense. A partir daquele dia a linha passou a funcionar em operação assistida. Durante o período de operação assistida a linha Sul operou de forma limitada. Neste primeiro momento, a operação ocorreu de segunda a sexta, das 9h às 12h, com headway (intervalo entre os trens) de 20 minutos. O tempo de operação foi progressivamente estendido no decorrer da operação assistida, e também após o início da operação comercial, até chegar a operação atual: de segunda a sábado, de 5h30 às 23h.

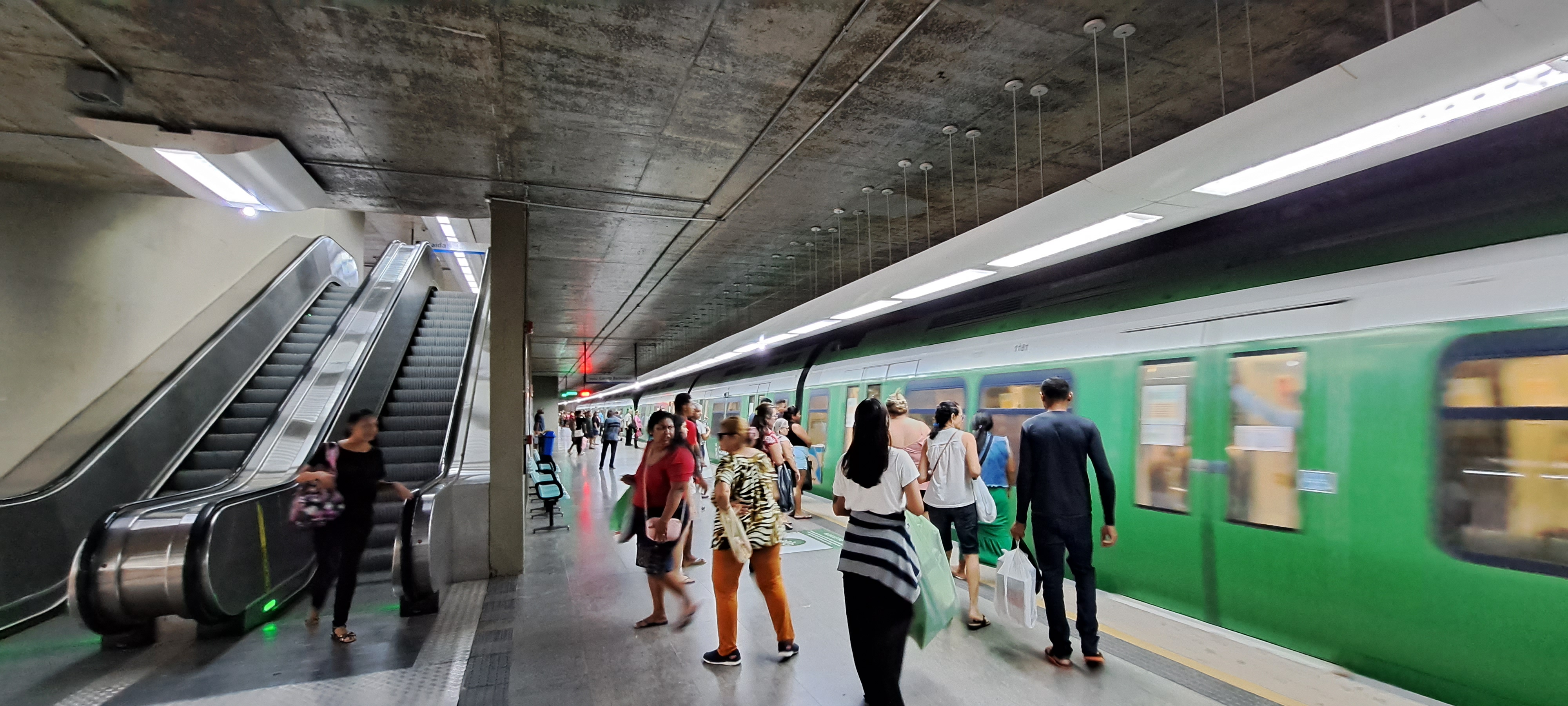
Movimento na estação José de Alencar, estação subterrânea da linha sul inaugurada em 2013.

Pouco mais de dois meses depois, em 28 de setembro de 2012, foi inaugurado o segundo trecho (Parangaba ↔ Benfica), compreendendo três novas estações (Couto Fernandes, Porangabussu e Benfica). O novo trecho adicionou mais cinco quilômetros a linha, somando-se aos quinze inaugurados anteriormente, chegando a uma extensão total de vinte quilômetros. A entrega da estação Benfica, inaugurada como parte deste segundo trecho, representou um importante marco para o sistema cearense, por ter sido a primeira estação metroviária subterrânea a operar no Ceará.
Menos de um mês depois o terceiro trecho (Benfica ↔ São Benedito) foi adicionado, precisamente no dia 24 de outubro de 2012, somando mais dois quilômetros a linha Sul e uma nova estação, São Benedito, que passou a ser a primeira da linha Sul a atender o Centro de Fortaleza.
No dia 28 de julho de 2013 o quarto e último trecho foi entregue com a estação Central-Chico da Silva.  
No dia 10 de agosto de 2015 foram apresentaram os projetos em curso e o cronograma de trabalho para os próximos meses. Entre as ações, foi detalhado o projeto de automatização da Linha Sul do metrô, cuja contratação foi realizada em julho daquele ano. A automatização da Linha Sul consiste na implantação do Sistema de Sinalização e Controle de Trens, Tráfego e Energia, fornecido e implantado pela empresa MPE Engenharia e Serviços Ltda, ao valor global de R$ 125,6 milhões, que são compostos por recursos do Governo do Estado (21,79%) e da União (78,21%). A ordem de serviço foi assinada no dia 17 de julho e o prazo de execução era de dois anos e meio, prazo esse que não foi respeitado.  
Em 3 de setembro de 2015, foram instaladas as primeiras catracas eletrônicas da Linha Sul do metrô na estação Central–Chico da Silva com a presença do então secretário das Cidades, Lúcio Gomes, o presidente da Metrofor, Eduardo Hotz, e por demais diretores da estatal.
No dia 2 de março de 2017 a Cia Cearense de Transportes Metropolitanos aumentou o horário de funcionamento da Linha Sul do Metrô de Fortaleza. A partir daquele dia, estações e trens começaram a funcionar uma hora mais cedo. As estações passaram a abrir às 5h20 e os trens começam a circular a partir das 5h30, com partida simultânea nas duas extremidades da linha (estações Central–Chico da Silva, no Centro, e Carlito Benevides, em Pacatuba). Com essa medida, a Linha Sul aumentou a quantidade de horas em operação, de 12 horas e 30 minutos, para 13 horas e 30 minutos, diariamente. O intervalo de espera pelo próximo metrô, em todas as estações, continua em aproximadamente 17 minutos.
No dia 15 de maio de 2017, o Ex-governador do Estado do Ceará, Camilo Santana, formalizou o início de funcionamento da 19ª estação da linha Sul, Juscelino Kubitschek, localizada na Avenida João Pessoa, nº 6460, no bairro Demócrito Rocha, entre as estações Parangaba e Couto Fernandes. Acompanhado por lideranças políticas e imprensa, o chefe do Executivo realizou o trajeto de metrô partindo da estação José de Alencar até a nova estação, onde participou da solenidade de inauguração do equipamento.

## Cronologia
A tabela abaixo foi elaborada como um resumo histórico da linha Sul, destacando os principais pontos a partir da assinatura do contrato de construção da linha em 1998. A tabela também apresenta a extensão total e o número de estações que a linha apresentava em cada evento listado, até chegar a configuração atual.
| Data               | Evento | Comprimento (Km) da linha | Número de estações |
| ------------------ | --- | ------------------------- | ------------------ |
| 1º de dez. de 1998 | - Assinada a ordem de serviço para o início das obras. | -                         | -                  |
| 1º de jan. de 1999 | - Início da construção da linha Sul. | -                         | -                  |
| 1º de jan. de 2002 | - Paralisação das obras. | -                         | -                  |
| 5 de set. de 2005  | - Retomada das obras. | -                         | -                  |
| 11 de maio de 2009 | - Trecho entre as antigas estações Parangaba e João Felipe, do extinto sistema de trens urbanos de Fortaleza, é definitivamente encerrado para o avanço das obras do metrô. |                           |                    |
| 15 de jun. de 2012 | - Inauguração do primeiro trecho (Carlito Benevides ↔ Parangaba); - Inicio da operação assistida.                                                                           | 15 Km                     | 12                 |
| 29 de set. de 2012 | - Inauguração do segundo trecho (Parangaba ↔ Benfica). | 20 Km                     | 15                 |
| 24 de out. de 2012 | - Inauguração do terceiro trecho (Benfica ↔ São Benedito). | 22 Km                     | 16                 |
| 18 de jul. de 2013 | - Inauguração do quarto e ultimo trecho (Jose de Alencar ↔ Chico da Silva); - A linha atinge sua extensão atual.                                                            | 24,1 Km                   | 18                 |
| 1º de out. de 2014 | - Inicio da operação comercial, com cobrança de passagens, em toda a linha.                                                                                                 | 24,1 Km                   | 18                 |
| 15 de maio de 2017 | - Inauguração da estação Juscelino Kubitschek. | 24,1 Km                   | 19                 |
| 30 de dez. de 2022 | - Inauguração oficial da estação Padre Cícero. - A linha chega no número de estações atual.                                                                                 | 24,1 Km                   | 20                 |

## Dados operacionais
A Linha Sul é um sistema de transporte metropolitano movido a eletricidade. Os trens elétricos – ou TUEs (trens unidade elétrica) – circulam em mão dupla na via que é formada por trechos subterrâneo, de superfície e elevado. 

### Material rodante

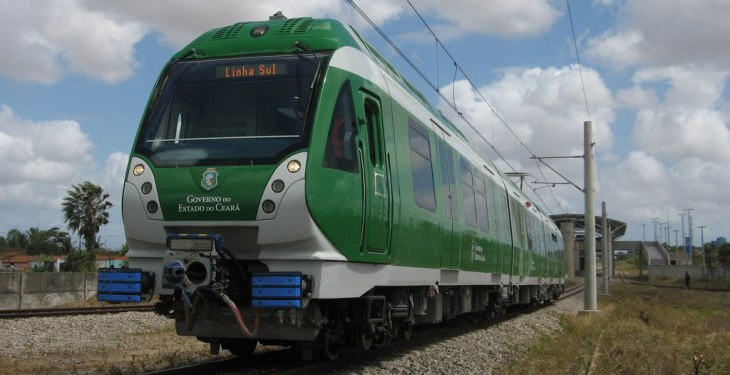
TUE Elettrotreno ETR 200 na Linha sul do Metrô de Fortaleza.

Foram adquiridos, para a linha Sul, 20 TUE’s (Trem-unidade elétrico) de 3 carros cada, modelo Elettrotreno ETR 200, fabricados pela empresa italiana AnsaldoBreda.
Os veículos desta linha possuem 40 metros de comprimento, fabricados em alumínio, chegando a uma velocidade comercial de 70 quilômetros por hora (km/h) e uma velocidade máxima de 80 km/h. A bitola é de 1000 milímetros e a alimentação dos trens é feita por catenárias utilizando uma tensão de 3000 VCC. Todas os trens são equipados com ar-condicionado, painéis informativos e sistema de sonorização, com capacidade para 445 passageiros.
As composições começaram a circular em testes em 2010. Sua operação teve inicio em Junho de 2012, juntamente com o inicio das operações da linha Sul. Atualmente, circulam na linha Sul cinco composições. Cada composição é formada por dois trens acoplados, levando a uma capacidade total de 890 passageiros. As cinco composições realizam cerca de 134 viagens por dia.

### Sistemas de alimentação elétrica
A infraestrutura elétrica que gera tração nos trens elétricos da linha Sul é composta por 874 postes, distribuídos entre os municípios de Fortaleza e Pacatuba, que sustentam dezenas de quilômetros de fios de alta tensão, e que se conectam com os trens em movimento, possibilitando a transmissão de energia até os motores dos veículos.
A transmissão de eletricidade da rede aérea para os trens de unidade elétrica acontece por meio dos pantógrafos, que funcionam como “braços”, no teto dos trens, e das catenárias, que são estruturas fixas nos postes, que possibilitam a conexão com os pantógrafos. A tensão elétrica transmitida neste sistema é de 3.000 volts, correspondendo a  13 vezes o valor presente  nas tomadas domésticas do Ceará. A infraestrutura elétrica está presente em toda a extensão da linha Sul, com seus 24,1 quilômetros.
Mas a eletrificação da via começa em outros equipamentos que integram a rede elétrica: as subestações retificadoras. Localizadas próximas às estações Padre Cícero, Vila Pery e Rachel de Queiroz, as três subestações da linha Sul são as unidades que recebem a energia elétrica da concessionária fornecedora, que chega em uma tensão de 69.000 volts. Nas subestações, a energia é transformada para tensão contínua, em 3.000 volts, atendendo aos parâmetros necessários para alimentação dos trens.
A rede elétrica da linha Sul é segmentada em oito trechos independentes. Assim, se houver uma ocorrência em um trecho específico, não é necessário desligar toda a rede elétrica para atuar naquele local. É possível que seja desligada apenas a seção em que será necessária intervenção, mantendo o funcionamento das demais seções elétricas e reduzindo o comprometimento da operação.
Garantir o funcionamento diário desse sistema de eletrificação demanda uma rotina constante de manutenções. O trabalho é feito diariamente, no período da madrugada, quando não há operação com passageiros. Todos os dias, do encerramento da operação até as 4h da madrugada, equipes do serviço de manutenção da rede elétrica percorrem a via férrea vistoriando cada item, cada equipamento, e corrigindo eventuais ocorrências. Um trabalho noturno, que pouca gente vê, mas que garante o funcionamento dos trens elétricos no dia seguinte, a partir das 5h30.

### Transmissão de dados e radiocomunicações
O Sistema de transmissão de dados, assim como os demais sistemas, utiliza a tecnologia de 10 Gigabit de Ethernet, com capacidade de roteamento avançada para garantir alta disponibilidade do sistema. O sistema é suportado por dois anéis ópticos redundantes para fins de disponibilidade e confiabilidade. No sistema de transmissão de dados trafegam todas as informações de dados, imagens e voz entre o CCO e as estações. Atendendo ao usuários o sistema auxilia na sonorização de estações, radiocomunicações, circuito fechado de TV, Multimídia, Cronometria, Telefonia, Controle de tráfego centralizado é controle de centralização de energia.
O sistema de radiocomunicações é formado por três redes distintas: Operação, manutenção e segurança. Tem como finalidade permiti de forma independente a comunicação em faixas exclusivas entre o controlado de trafego do CCO e os condutores dos trens que estarão trafegando nesse domínio, entre o supervisor de manutenção do CCO e as equipes de manutenção, entre o supervisor de segurança do CCO e as equipes de segurança do sistema e entre as equipes de manutenção e as de segurança.
O sistema de telecomunicações é de extrema importância na transmissão de informações para os passageiros, dentro dos vagões e estações. O subsistema de sonorização, funciona através de caixas de som instaladas dentro das TUEs (trens unidade elétrico) e nas estações do metrô. Através de mensagens gravadas ou alertas ao vivo, será possível comunicar aos usuários a existência de eventual imprevisto, fornecer informações gerais, programação de trens e mensagens institucionais.
O Consórcio Comunicação Metrofor é formado pelas empresas ACE Systems Soluções em Tecnologia da Informação LTDA, Hitech Tecnologia e Sistemas S.A e Tecbrás Engenharia S.A. Juntas, as empresas são responsáveis pelo projeto, instalação e montagem de todos os equipamentos relativos ao sistema de telecomunicações do metrô.

### Sistemas de sonorização, CFTV e multimídia

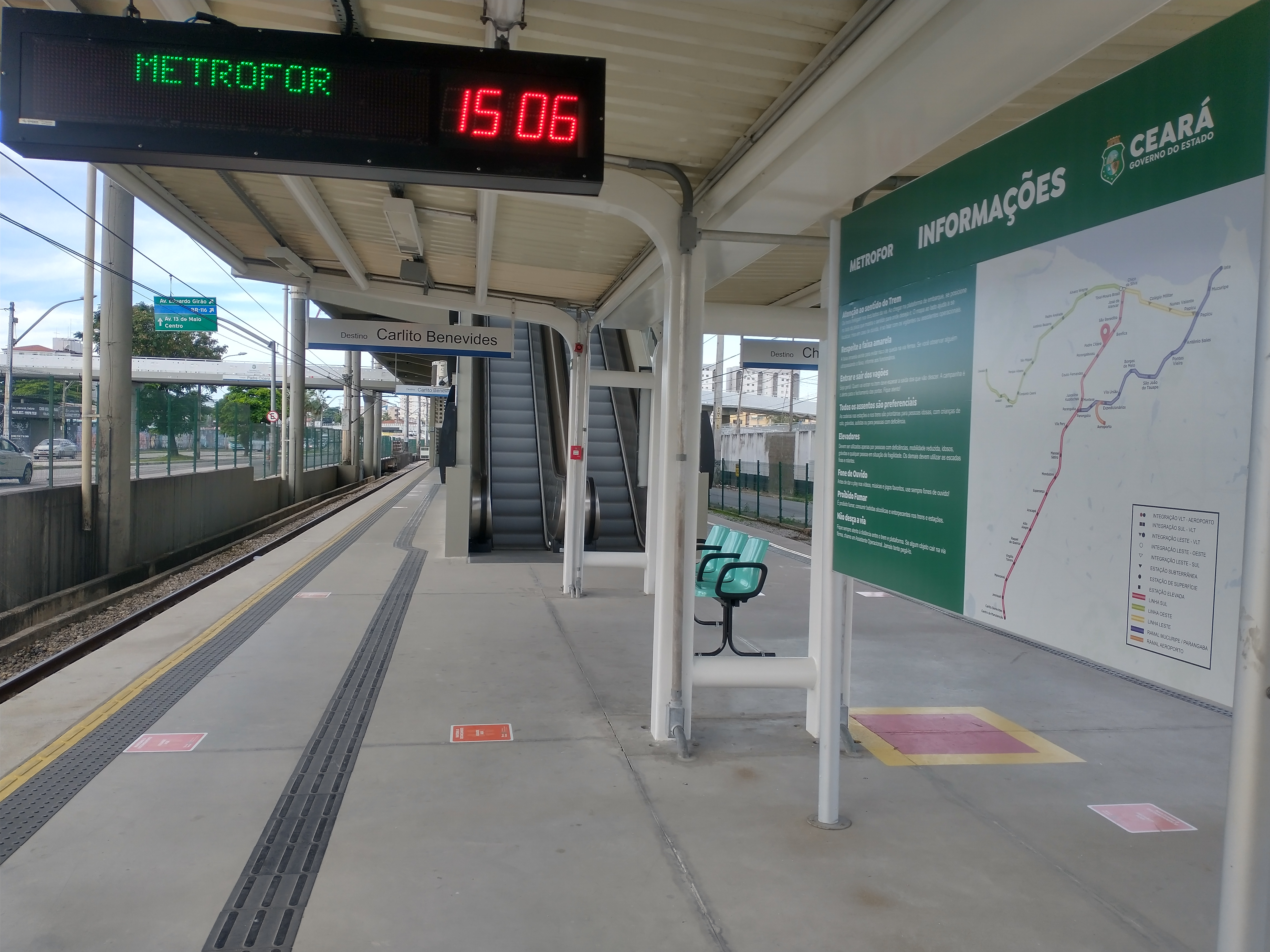
Exemplo de painel de LED usado nas estações da linha Sul. Imagem da plataforma da estação Padre Cícero.

O sistema de sonorização da estações provê orientação aos usuários por meio de mensagens e avisos originados no CCO, além de provê musica ambiente para todas as estações. É um elemento muito valioso para a busca de pessoas e na evacuação da estação em caso de emergência como acidentes e incêndios, permitindo a orientação de usuários de forma adequada.
O Sistema de CFTV (Circuito fechado de TV), permite a CCO o monitoramento em tempo real da movimentação de usuários nas plataformas, mezaninos e áreas de acessos das estações, permite também a seleção, gravação e armazenamento de imagens de uma ou mais câmeras de qualquer estação. O sistema multimídia tem por finalidade a veiculação de texto previamente gravadas ou digitadas originalmente no CCO, estas mensagens são vinculadas diretamente para os painéis de LED que estarão localizados nas plataformas. As informações podem ser veiculadas exclusivamente em uma estação, um grupo de estações ou todas as estações simultaneamente.
Os primeiros painéis de LED informativo da Linha Sul foram instalados na primeira semana de Fevereiro de 2016 na estação Benfica, fato curioso pois em geral a Companhia Cearense de Transportes Metropolitanos (Metrofor) instala suas novidades primeiros nas Estações Chico da Silva e José de Alencar depois passando para as demais estações.

## Estações
O trecho subterrâneo possui 3,9 km de extensão, ligando a estação Central-Chico da Silva até altura da Avenida José Jatahy, no cruzamento com a Avenida José Bastos. Nesse percurso, com estações construídas com plataforma central, o metrô percorre o Centro histórico e comercial de Fortaleza, o bairro Benfica e parte do bairro Damas. 
O trecho de superfície é o maior, sendo constituído por 18 km, sendo o primeiro entre as estações Benfica e Couto Fernandes e outro entre as estações Vila Pery até a estação terminal Carlito Benevides no município de Pacatuba. Outros 2,2 km de via são elevados, compreendendo o trecho entre as estações Couto Fernandes e Vila Pery, sendo nesse trecho elevadas as estações Juscelino Kubitschek e Parangaba e constituídas de plataformas laterais..
| Nome                   | Conexões                                                  | Posição     | Localização | Inauguração                      | Passageiros transportados em 2024 |
| ---------------------- | --------------------------------------------------------- | ----------- | ----------- | -------------------------------- | --------------------------------- |
| Central-Chico da Silva | Linha 2–Verde (Linha Oeste) Linha 4–Amarela (Linha Leste) | Subterrânea | Fortaleza   | 28 de julho de 2013 (11 anos)    | 176.580                           |
| José de Alencar        | Terminal José de Alencar                                  | Subterrânea | Fortaleza   | 28 de julho de 2013 (11 anos)    | 1.718.463                         |
| São Benedito           |                                                           | Subterrânea | Fortaleza   | 24 de outubro de 2012 (12 anos)  | 625.340                           |
| Benfica                |                                                           | Subterrânea | Fortaleza   | 28 de setembro de 2012 (12 anos) | 678.225                           |
| Padre Cícero           |                                                           | Superfície  | Fortaleza   | 30 de dezembro de 2022 (2 anos)  | 70.108                            |
| Porangabussu           |                                                           | Superfície  | Fortaleza   | 28 de setembro de 2012 (12 anos) | 212.799                           |
| Couto Fernandes        |                                                           | Superfície  | Fortaleza   | 28 de setembro de 2012 (12 anos) | 152.101                           |
| Juscelino Kubitschek   |                                                           | Elevada     | Fortaleza   | 15 de maio de 2017 (8 anos)      | 138.442                           |
| Parangaba              | Linha 3–Azul (Linha Nordeste) Terminal Parangaba          | Elevada     | Fortaleza   | 15 de junho de 2012 (12 anos)    | 1.105.774                         |
| Vila Pery              |                                                           | Superfície  | Fortaleza   | 15 de junho de 2012 (12 anos)    |                                   |
| Manoel Sátiro          |                                                           | Superfície  | Fortaleza   | 15 de junho de 2012 (12 anos)    |                                   |
| Mondubim               |                                                           | Superfície  | Fortaleza   | 15 de junho de 2012 (12 anos)    |                                   |
| Esperança              |                                                           | Superfície  | Fortaleza   | 15 de junho de 2012 (12 anos)    |                                   |
| Aracapé                |                                                           | Superfície  | Fortaleza   | 15 de junho de 2012 (12 anos)    |                                   |
| Alto Alegre            |                                                           | Superfície  | Maracanaú   | 15 de junho de 2012 (12 anos)    |                                   |
| Rachel de Queiroz      |                                                           | Superfície  | Maracanaú   | 15 de junho de 2012 (12 anos)    |                                   |
| Vírgilio Távora        |                                                           | Superfície  | Maracanaú   | 15 de junho de 2012 (12 anos)    |                                   |
| Maracanaú              |                                                           | Superfície  | Maracanaú   | 15 de junho de 2012 (12 anos)    |                                   |
| Jereissati             |                                                           | Superfície  | Maracanaú   | 15 de junho de 2012 (12 anos)    |                                   |
| Carlito Benevides      |                                                           | Superfície  | Pacatuba    | 15 de junho de 2012 (12 anos)    |                                   |

## Passageiros transportados
| Passageiros por Ano | Passageiros por Ano |
| ------------------- | ------------------- |
| 2017                | 6.545.031           |
| 2018                | 8.646.194           |
| 2019                | 9.985.391           |
| 2020                | 5.810.576           |
| 2021                | 6.936.633           |
| 2022                | 8.990.789           |
| 2023                | 9.505.682           |